# Idioma cumuco
El cumuco es una lengua túrquica, hablada por alrededor de 450 000 personas (los cumucos) en la República de Daguestán, el norte de Chechenia y Osetia del Norte, en Rusia.
Los cumucos son descendientes de los tártaros de Siberia que se trasladaron al Cáucaso durante el tiempo posterior a la fundación de los Estados tártaro-mongoles, hacia el siglo XV.
Se cree que, antes de la incorporación del Cáucaso al Imperio ruso, el cumuco sirvió como lengua de comunicación interregional en Daguestán. Y ha sido influido a lo largo de su historia por el azerí, el darguino y el ruso.
El cumuco se escribió usando la escritura árabe hasta 1927, fecha en la que se comenzó a usar la escritura en caracteres latinos, cuyo uso duró de 1927 a 1937, de ahí hasta la actualidad se ha empleado el alfabeto cirílico para escribir esta lengua.
Las primeras publicaciones periódicas en cumuco aparecieron entre 1917 y 1918. En la actualidad, el periódico Yoldash, sucesor del diario soviético Lenin, imprime aproximadamente 5000 ejemplares tres veces a la semana.

## Escritura
Este alfabeto latino fue usado de 1927-1937.
| A a | B в | C c | Ç ç | D d | E e | F f | G g |
| Ƣ ƣ | H h | I i | J j | K k | L l | M m | N n |
| Ꞑ ꞑ | O o | Ɵ ɵ | P p | Q q | R r | S s | Ş ş |
| T t | U u | V v | W w | X x | Y y | Z z | Ƶ ƶ |
| Ь ь |     |     |     |     |     |     |     |

Este es el alfabeto cirílico para el cumuco usado desde 1937.
| А а | Б б | В в   | Г г | Гъ гъ | Гь гь | Д д   | Е е |
| Ё ё | Ж ж | З з   | И и | Й й   | К к   | Къ къ | Л л |
| М м | Н н | Нг нг | О о | Оь оь | П п   | Р р   | С с |
| Т т | У у | Уь уь | Ф ф | Х х   | Ц ц   | Ч ч   | Ш ш |
| Щ щ | Ъ ъ | Ы ы   | Ь ь | Э э   | Ю ю   | Я я   |     |